# 汽車には誰も乗っていない
「汽車には誰も乗っていない」（きしゃにはだれものっていない）は、たまの通算14作目のシングル。2001年10月10日に地球レコードより発売された。

## 解説
前作『ゆめみているよ』より2年ぶりのリリース。
同年に発売された『しょぼたま』に続いて発売された作品で、1999年に発売された「学習」、「ゆめみているよ」に続く3作目のマキシシングル。
石川の曲が表題曲を飾るのは1992年の「リヤカーマン」以来約9年ぶりとなる。後に『しょぼたま2』に収録された「電車かもしれない」以外の曲は本作にしか収録されていない。
2003年に解散したたまがリリースした最後のシングル作品になった。

## 収録曲
1. 汽車には誰も乗っていない
（作詞・作曲：石川浩司）
タイトル曲。石川はボーカルのみで、パーカッションは打ち込みとなっている。
1984年に発売された自主制作カセット『またたび』に収録されていた楽曲のリメイク版で、1986年に加入した滝本が参加している音源は本作にしか収録されていない。なお、1995年に脱退した柳原陽一郎も含めた4人での演奏は音源化されていない。
2. まばたき
（作詞・作曲：滝本晃司）
知久がギター、滝本がベース（＋ボーカル）、石川がパーカッションと、本作では唯一の通常の編成での演奏となっている。また、鈴木晃がオルガンとカシオトーンで参加している。
3. 電車かもしれない
（作詞・作曲：知久寿焼）
全演奏を知久が担当しており、実質知久のソロ楽曲となる。
この曲をモチーフにしたアニメーション作品『電車かもしれない』は、BShi『デジタル・スタジアム』で紹介され話題を呼び、また各種の賞を受けた（近藤聡乃#受賞歴）。後に『しょぼたま2』に再録版が収録された。
2012年に公開された映画『からっぽ』の主題歌に起用された[2]。
4. ガタンゴトン（instrumental）
（作曲：滝本晃司）
全演奏を滝本が担当しており、実質滝本のソロ楽曲となる。
5. あるファバット〜へびおとこ（instrumental）
（作曲：知久寿焼　編曲：たま＆アダチ宣伝社）
ちんどん屋である「アダチ宣伝社」とのコラボ曲。アルバム『しょぼたま』収録曲「あるファバット」のバージョン違いでもある。